# 平塚市立富士見小学校
平塚市立富士見小学校（ひらつかしりつふじみしょうがっこう）は、神奈川県平塚市中里に設置された市立の小学校。

## 所在地
- 神奈川県平塚市中里10-1

## 沿革
- 1935年（昭和10年）10月1日 - 創立[1][3]。
- 1947年（昭和22年） - ミルク給食開始[4]。
- 1952年（昭和27年） - PTAより、グランドピアノを寄贈される[5]。
- 1953年（昭和28年） - 給食室完成[4]。
- 1970年（昭和45年） - 校舎北棟東（普通教室・特別教室）と体育館完成[6]。
- 1975年（昭和50年） - 北部共同調理場開設により、崇善調理場の担当に本校が含まれた[4]。
- 1978年（昭和53年） - 校舎南棟（管理教室棟）完成[6]。
- 1979年（昭和54年） - 給食調理場が再び本校単独となる[4]。
- 1982年（昭和57年） - 校舎北棟中（普通教室・特別教室）完成[6]。
- 1987年（昭和62年） - 校舎北棟西（普通教室・特別教室）完成[6]。
- 2004年（平成16年） - 2学期制試行[4]。
- 2006年（平成18年） - 2学期制導入[4]。
- 2013年（平成25年）度 - 校庭整備工事実施[1]。
- 2014年（平成26年）度 - 校舎大規模改修工事実施[1]。
- 2015年（平成27年）11月14日 - 創立80周年記念式典挙行[5]。
- 2017年（平成29年）度 - 校舎大規模改修工事実施[1]。
- 2018年（平成30年）度 - プール塗装修繕実施[1]。

## 教育
- ビオトープを設置し、ホタル飼育を通した自然教育を行っている[7]。
- エコキャップ運動に参加している[8]。

## 学校周辺
- 平塚宿跡[3]
- 富士見公民館
- 国道1号
- 平塚看護大学校

## アクセス
- JR東海道本線平塚駅（北口）から、神奈川中央交通「平22」系統・「平77」系統で6～7分、「富士見小学校前」バス停下車。